# Belén (Boyacá)
Belén è un comune della Colombia facente parte del dipartimento di Boyacá.
Il centro abitato venne fondato nel 1571.